# 로날트 쿠만 유니오르
로날트 쿠만 유니오르(네덜란드어: Ronald Koeman Jr., 1995년 5월 23일~)는 네덜란드의 축구 선수로 포지션은 골키퍼이다. 현재 에이르스터 디비시의 SC 텔스타에서 활동하고 있으며 네덜란드의 축구인 로날트 쿠만의 아들, 로날트 쿠만의 아버지 마르틴 쿠만의 손자이다.

## 구단 경력
쿠만 유니오르는 알메러 시티의 유소년부에 입단하며 축구 선수 경력을 시작했지만 알메러 시티의 1군에 진출하지 못했다. 2015년 그는 알메러 시티에서 FC 오스로 이적했고 2016년 4월 29일 오스가 FC 폴렌담에게 2대 1로 패배한 에이르스터 디비시 홈경기에서 83분 크사비르 마우스와 교체되어 경기장에 투입되며 프로 선수 데뷔전을 가졌다.

### SC 텔스타
2021년 6월 25일, 쿠만 유니오르는 톱 오스에서 SC 텔스타로 이적했다. 2021년 9월 10일, 그는 텔스타가 친정구단 알메러 시티에 1대 1로 비긴 에이르스터 디비시 경기에서 텔스타 데뷔전을 가졌다. 그는 텔스타의 감독 안드리스 용커르가 주전으로 활동하던 트레보르 도른뷔스를 이전 경기들에서의 실책으로 인해 벤치로 내리면서 골키퍼 주전 자리를 차지했고 2021년 10월 부상으로 인해 2021년에 더 이상 출전하지 못할 때까지 텔스타의 주전으로 활동했다.
2023년 1월 13일, 쿠만 유니오르는 경기 중에 상대팀의 선수 닉 코스터르와의 일대일 대치 상황에서 골문을 비우고 코스터르를 태클한 행동으로 인해 프로 선수 경력에서 처음으로 레드카드를 받았다. 2023년 9월 5일 쿠만 유니오르는 훈련 중에 손목이 골절되었고 이 부상으로 인해 몇 달 동안 출전하지 못했다. 그는 2024년 5월 29일 텔스타와 2025년 6월 30일까지 유효한 계약을 체결했다.

## 개인사
쿠만 유니오르는 네덜란드의 축구인 로날트 쿠만의 아들이며 네덜란드의 축구인 에르빈 쿠만의 조카이다. 또한 그는 네덜란드의 축구인 마르틴 쿠만의 손자이다.